# Malegasseneule
Die Malegasseneule oder Kleine Madagaskar-Schleiereule (Tyto soumagnei) ist eine Art aus der Gattung der Schleiereulen (Tyto). Sie lebt endemisch auf Madagaskar, wobei ihre Verbreitung wahrscheinlich auf den nordöstlichen Teil der Insel beschränkt ist. Sichtungen der Art sind selten, sie soll vorwiegend an Waldlichtungen leben, wobei sie offensichtlich sympatrisch mit der Madagaskar-Schleiereule (Tyto alba hypermetra), einer Unterart der Schleiereule, vorkommt. Seit der Erstbeschreibung 1878 durch Grandidier bis in das Jahr 1993 wurden keine Exemplare dieser Art entdeckt. Bislang ist auch nur ein Nest bekannt.

## Merkmale und Lebensweise
Die Kleine Madagaskar-Schleiereule hat eine Flügellänge von etwa 210 Millimetern und eine Schwanzlänge von etwa 120 Millimetern. Damit besitzt sie von allen Tyto-Arten den längsten Schwanz in Relation zu ihrem Körper. Die Schleiereule besitzt eine rötlich-gelbe Grundfärbung mit spärlicher Sprenkelung. Die Eule lebt von heimischen Kleinsäugetieren wie Tenreks.

## Systematik
Die Malegasseneule wird als eigenständige Art in die Gattung der Schleiereulen (Tyto) eingeordnet. Die wissenschaftliche Erstbeschreibung stammt von Alfred Grandidier aus dem Jahr 1878.

## Gefährdung
Die International Union for Conservation of Nature (IUCN) führt die Art in ihrer Roten Liste gefährdeter Arten als gefährdet („vulnerable“). Diese Art gilt als gefährdet, da ihre Population vermutlich klein ist und aufgrund der Zerstörung und starken Fragmentierung ihres Lebensraums abnimmt. Der Klimawandel könnte in Zukunft zum Verlust eines Teils ihrer Habitate beitragen.

## Etymologie und Forschungsgeschichte
Die Erstbeschreibung des Malegasseneule erfolgte 1878 durch Alfred Grandidier unter dem Namen Heliodilus Soumagnei. Das Typusexemplar stammt aus Madagaskar und wurde vom französischen Honorakonsul François Soumagne (1832–1893) an Grandidier gesendet. Erst später wurde die Malegasseneule der von Gustaf Johan Billberg im Jahr 1821 eingeführten neuen Gattung Tyto zugeordnet. Dieser Name leitet sich aus den griechischen Wort τυτω, τυτους tutō, tutous für „Eule, Nachteule“ ab. Das Artepitheton soumagnei dem Sender des Typusexemplars gewidmet.